# ハリバット (原子力潜水艦)
| USS Halibut SSGN-587 |                                                                     |
| 艦歴                 |                                                                     |
| 発注                 |                                                                     |
| 起工                 | 1957年4月11日                                                       |
| 進水                 | 1959年1月9日                                                        |
| 就役                 | 1960年1月4日                                                        |
| 退役                 | 1976年                                                              |
| 除籍                 | 1986年4月30日                                                       |
| その後               | 原子力艦再利用プログラム                                            |
| 性能諸元             |                                                                     |
| 排水量               | 水上：3,655 t、水中：5,000 t                                        |
| 全長                 | 106.7 m                                                             |
| 全幅                 | 8.8 m                                                               |
| 吃水                 | 8.5 m                                                               |
| 機関                 | WEC S3W                                                             |
| 最大速               | 15 kt (水上)/20 kt+ (水中)                                          |
| 兵員                 | 士官9名、兵員88名                                                   |
| 兵装                 | レギュラス・ミサイル発射機1基 21インチ魚雷発射管6門（前方4・後方2） |

ハリバット(USS Halibut, SSGN/SSN-587)は、アメリカ海軍の原子力潜水艦。艦名はカレイ目の一種、オヒョウに因む。同名の米軍艦（USS Halibut）としてはガトー級潜水艦21番艦(SS-232)以来2隻目。同型艦はない。

## 艦歴
ハリバットはカリフォルニア州ヴァレーオのメア・アイランド海軍造船所で1957年4月11日に起工し、1959年1月9日にチェット・ホリフィールド夫人（カリフォルニア州議会議長チェット・ホリフィールドの妻）によって命名、進水、1960年1月4日に初代艦長ウォルター・デドリック少佐の指揮下就役した。
ハリバットの当初目的は、巡航ミサイル搭載による戦略抑止任務であった。グレイバック級潜水艦と同じくレギュラス巡航ミサイルを搭載する。レギュラス運用のためメインデッキは水線上から高い位置にあり、「フライト・デッキ」として運用された。ハリバットのミサイル・システムはコントロール室から遠隔操作され、水圧により動作する機械式の完全自動システムであった。ミサイル倉は艦の前上部にあり、その耐圧筒内に5発のレギュラスIを搭載した。計画当初はレギュラスII4発を搭載する構想であったが、これはレギュラスIIの開発中止により実現しなかった。
ハリバットは1960年3月11日に整調巡航に出航する。オーストラリアへ向かう途中の3月25日、ハリバットはミサイル発射を行い成功、巡航ミサイルを発射した最初の原子力潜水艦となった。1960年6月18日にメア・アイランド海軍造船所に帰還し、その後11月7日に真珠湾に向けての訓練巡航に出航、太平洋艦隊に加わり作戦活動に従事する。最初の配備では東南アジア条約機構での演習で連続7回レギュラス・ミサイルの発射に成功した。1961年4月9日に真珠湾へ帰還し、5月1日には2度目の配属が始まる。続く数ヶ月にわたって各種演習に参加、ミサイル発射を行い、集中的な訓練を経験した。ただし、1960年にはポラリス潜水艦発射弾道ミサイルを搭載したジョージ・ワシントン(SSBN-598)が作戦配備に付くなど、戦略兵器としての価値は急速に陳腐化していた。
1961年後半に太平洋西部へ3度目の展開を行ったハリバットは、1964年まで訓練と作戦準備に繰り返して従事した。1964年5月4日、ハリバットは真珠湾を出航し太平洋における最後の潜水艦搭載レギュラス・ミサイルの哨戒任務に出航した。その後、9月から12月まで、ハリバットは他の8隻の潜水艦と共にパーミット級原子力潜水艦の攻撃能力評価試験に参加した。
1965年2月、ハリバットは真珠湾海軍造船所に入りオーバーホールを受ける。8月15日には攻撃型潜水艦に艦種変更され、SSN-587の艦体番号を与えられた。9月6日に西海岸へ向けて真珠湾から出航し、9月20日にワシントン州キーポートに到着する。10月5日にキーポートから真珠湾に向けて出航し、メア・アイランドに8日間停泊した後10月21日に真珠湾に到着した。太平洋では対潜水艦戦訓練に参加、8月まで訓練を行った後メア・アイランドでオーバーホールと改修を受ける。改修によってハリバットは特殊任務艦として電子情報収集及び分析装置を多数搭載された。
ハリバットは1970年に真珠湾に戻り、太平洋艦隊及び第1潜水艦開発部隊に所属し、1976年に退役するまで情報収集活動を続けた。退役後はバンゴールでモスボール化の上保管され、1986年4月30日に除籍された。その後1994年9月9日にピュージェット・サウンド海軍造船所で原子力艦再利用プログラムに基づき解体された。
ハリバットはソ連に対抗した秘密作戦に使用された。主な業績としては以下の物が挙げられる。
- カムチャツカ半島からオホーツク海を経てソ連本国へつながる通信回線の盗聴（オペレーション・アイヴィー・ベル）。
- CIAのプロジェクト・ジェニファー（沈没したソ連潜水艦の引き上げ）の補助。